# Biłousiwka (obwód czerniowiecki)
Biłousiwka (ukr. Білоусівка) – wieś na Ukrainie, w obwodzie czerniowieckim, w rejonie dniestrzańskim, w hromadzie Sokiriany. 
W 2001 liczyła 3057 mieszkańców, w 2021 2518 (szacunek).